# Skallö skans

Skallö skans är en befästning och fornlämning i Kalmar socken och kommun. Den är belägen på Norra Skallö (Skallöarna) i Kalmarsund där Ölandsbron har ett brofäste. Skansen byggdes 1679 för att skydda Kalmars norra inlopp och bestod av en liten redutt och ett épaulement. Den underhölls en kort period under 1600-talet, men lämnades därefter att förfalla.